# روض (نبات)
روض أو نفل أو قرقاص أو الحلبة النجمية واسمها العلمي (Trigonella stellata).

## الوصف
عشبة حولية من فصيلة البقولية لها رائحة عطرية، تستخدمه النساء بعد الطحن على شعورهن لإكسابها رائحة طيبة.

## الانتشار
تنتشر في شمال أفريقيا، شبه الجزيرة العربية، غرب آسيا.